# 일비스
일비스(Ylvis)는 노르웨이의 코미디 듀오이다. 2013년 9월 3일 유튜브에 올려진 The Fox의 뮤직 비디오는 2달만에 2억건, 2018년 현재 7억건이 넘는 조회수를 기록하였다. The Fox는 2013년 6주간 빌보드 차트 10권에 진입하였다.

## 구성원
비가흐 우르하임 일비소케르 (Vegard Urheim Ylvisåker)
- 1979년 5월 19일(45세)

보흐 우르하임 일비소케르 (Bård Urheim Ylvisåker)
- 1982년 3월 21일(43세)

## 같이 보기
- 싸이